# Июньский жук (фильм)
«Июньский жук» (англ. Junebug) — независимый американский фильм-драма режиссёра Фила Моррисона (англ.).
Премьера состоялась 24 января 2005 года в рамках фестиваля Санденс, где картина получил специальный приз жюри. В главных ролях задействованы Эми Адамс, Бен Маккензи, Алессандро Нивола, Эмбет Дэвидц, Скотт Уилсон и Селия Уэстон. Съёмки картины проходили в городах штата Северная Каролина: Пфаффтаун (англ.), Маклинсвилль и Уинстон-Сэйлем.
Фильм снискал одобрение критиков и имел небольшой коммерческий успех. Главными объектами положительных отзывов стали актерская работа Эми Адамс, получившая номинацию на «Оскар», и сценарий.

## Сюжет
Мэделин (Эмбет Дэвидц), галеристка из Чикаго, приезжает в Северную Каролину, чтобы заключить договор с местным художником-самоучкой (Фрэнк Хойт Тэйлор) на организацию выставки его работ в своей ар брют картинной галерее и, пользуясь случаем, навещает живущую неподалёку семью своего новоиспечённого мужа Джорджа (Алессандро Нивола). Она знакомится с его замкнутым и неразговорчивым отцом Юджином (Скотт Уилсон), строгой и рассудительной матерью Пег (Селия Уэстон) и с до сих пор живущим в родительском доме со своей беременной женой Эшли (Эми Адамс) угрюмым, обидчивым младшим братом Джонни (Бен Маккензи), который из-за неудач с получением образования, необходимости подрабатывать в непрестижном месте и скорого рождения ребёнка находится в постоянном нервном напряжении, усиливающимся ещё больше с приездом успешного старшего брата и его умной, красивой жены.
Мэделин сближается с Эшли, которая, несмотря на гнетущую атмосферу родительского дома мужа, остаётся жизнерадостной и дружелюбной и сохраняет по-детски наивный, полный оптимизма взгляд на вещи. Эшли искренне верит, что скорое появление на свет ребёнка восстановит пошедшие на разлад отношения с Джонни.
Стараясь наладить контакт с остальными членами семьи, Мэделин посещает вместе с ними церковную службу и присутствует на празднике в честь будущего малыша Эшли. Вникая в установившиеся порядки и традиции семьи, Мэделин убеждается, что ещё очень мало знает о Джордже, с которым до свадьбы, прошедшей полгода назад, была знакома всего лишь неделю. Возвращение к родителям проявило в нём свойственные южанам глубокие религиозные устои и приверженность семейным ценностям.
Между тем, художник, который уже было согласился подписать контракт с Мэделин, начинает колебаться. У Эшли в это время начинаются схватки и её увозят в родильный дом. Вслед за ней отправляется и вся семья, включая Джорджа. Однако Мэделин, вместо того, чтобы поддержать привязавшуюся к ней Эшли, едет к несговорчивому художнику в попытке уговорить его подписать такой важный для неё договор, чем вызывает гнев мужа и остальных членов семьи. Ребёнок Эшли оказывается мертворожденным. Придя в себя после операции, она говорит Джорджу, что хотела бы назвать своего малыша «июньским жучком». После произошедшего Мэделин и Джордж возвращаются обратно в Чикаго.

## Актёрский состав
- Эми Адамс — Эшли Джонстен
- Эмбет Дэвидц — Мэделин Джонстен
- Селия Уэстон — Пег Джонстен
- Бен Маккензи — Джонни Джонстен
- Алессандро Нивола — Джордж Джонстен
- Скотт Уилсон — Юджин Джонстен
- Р. Кейт Харрис — Бад
- Фрэнк Хойт Тэйлор — Дэвид Уорк

## Саундтрек
Большая часть картины транслируется без музыкального сопровождения, а в тех эпизодах, где оно присутствует, звучат оригинальные композиции группы Yo La Tengo и отрывки классических произведений Гайдна, Шостаковича, Шуберта и Вивальди. Фильм начинается и заканчивается песней, написанной Стиви Уандером в 1977 году, «Harmour Love», в исполнении Сириты Райт (англ.). В эпизоде собрания прихожан церкви Джоржд вместе с двумя юношами поют гимн «Softly and Tenderly, Jesus Is Calling» авторства Уилла Ламартина Томпсона (англ.).
Официального издания саундтрека к фильму не было, однако песня «Harmour Love» вошла в альбом Сириты Райт «One to One», а группа Yo La Tengo выпустила несколько своих композиций из фильма в составе сборника «They Shoot, We Score».

## Видео
17 января 2006 года компанией Sony Pictures Entertainment фильм был выпущен на DVD, который также содержал следующие дополнительные материалы:
1. 10 удалённых сцен
2. Аудиокомментарии актрис Эми Адамс и Эмбет Дэвидц
3. Фотогалерею в стиле ар брют
4. Французские субтитры
5. Ролики о создании различных эпизодов
6. Видео о процессе кастинга

## Награды
- Аманда:
  - Лучший зарубежный фильм (номинация)
- Ассоциации кинокритиков вещательных компаний:
  - Лучшая актриса второго плана (Эми Адамс, награда; совместно с Мишель Уильямс за роль в фильме «Горбатая гора»)
- Ассоциация кинокритиков Центрального Огайо:
  - Актёрский прорыв (Эми Адамс, награда)
  - Лучшая роль второго плана (Эми Адамс, второе место)
- Ассоциация кинокритиков Юго-Востока США:
  - Лучшая актриса второго плана (Эми Адамс, награда)
- Готэм:
  - Лучшая актриса второго плана (Эми Адамс, награда)
  - Режиссёрский прорыв (Фил Моррисон, номинация)
- Круг кинокритиков Сан-Франциско:
  - Лучшая актриса второго плана (Эми Адамс, награда)
- Национальное общество кинокритиков США:
  - Лучшая актриса второго плана (Эми Адамс, награда)
- Независимый дух:
  - Лучшая актриса второго плана (Эми Адамс, награда)
  - Лучший дебютный сценарий (Энгус МакЛахлан, номинация)
  - Премия продюсеров (Piaget Producers Award) (Майк Райан, номинация)
- Общество онлайн-кинокритиков США:
  - Лучшая актриса второго плана (Эми Адамс, номинация)
- Оскар:
  - Лучшая женская роль второго плана (Эми Адамс, номинация)
- Премия Гильдии киноактёров США:
  - Лучшая женская роль второго плана (Эми Адамс, номинация)
- Сандэнс:
  - Специальный приз жюри за актёрское мастерство (Эми Адамс, награда)
  - Премия за режиссуру; драма (Фил Моррисон, номинация)
- Спутник:
  - Лучшая актриса второго плана; драма (Эми Адамс, номинация)